# August Buchner

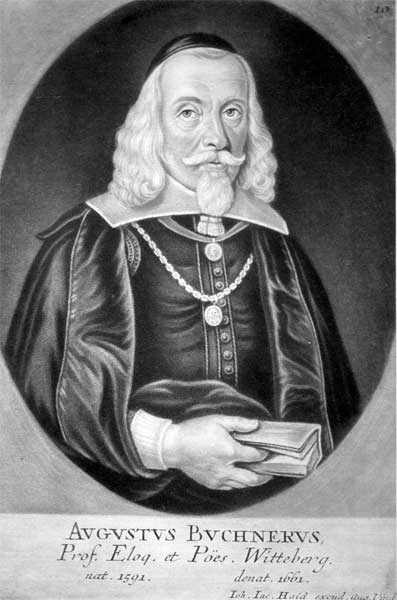
Augustus Buchner

Augustus Buchner (* 2. November 1591 in Dresden; † 12. Februar 1661 in Apollensdorf) war ein deutscher Altphilologe, Poet und Literaturtheoretiker der Barockzeit.

## Leben
Buchner war als Sohn des Oberzeugmeisters Paul Buchner (1531–1607) und dessen Ehefrau Maria, die Tochter des Dresdner Bürgermeisters Bastian Kröß (1524–1602), geboren. Die Buchnerstraße in Dresden-Strehlen ist nach dem Vater von Augustus Buchner benannt.

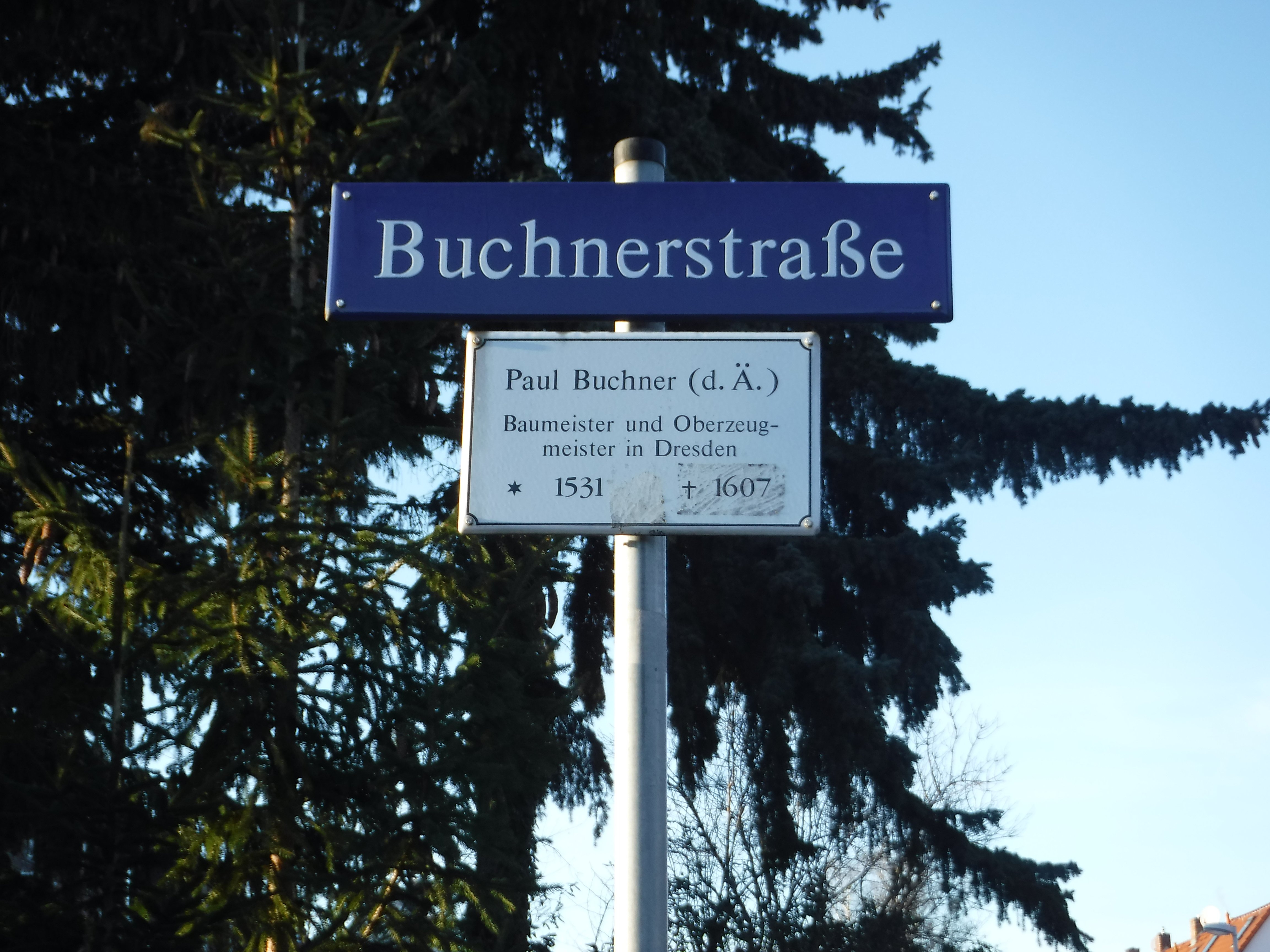
Buchnerstraße, Dresden

Seinen ersten Unterricht erhielt er in Dresden durch Privatlehrer und bezog dort dann die Schule. Am 17. November 1604 wechselte er ins kurfürstliche Landesgymnasium Schulpforta, der damaligen Schmiede des sächsischen Pfarrer- und Beamtennachwuchses. In einem straff organisierten Tagesablauf wurde den Schülern vor allem Wissen in der Religion und den alten Sprachen beigebracht. Daneben wurden auch die Artes Liberales, Rhetorik, Dialektik, Musik und Poetik, gelehrt. Unter dem Rektorat Justin Bertuchs erwarb Augustus Buchner hier die Hochschulreife.
Er entschied sich zum Studium an der Universität Wittenberg, wo er sich am 19. November 1610 immatrikulierte. Sein anfängliches Ziel war es, ein juristisches Studium zu absolvieren. Dazu begann er nach den universitären Gepflogenheiten ein philosophisches Grundstudium. Seine Lehrer waren in Poetik Friedrich Taubmann, sowie Johann Rodenberg, in Ethik hörte er Balthasar Meisner, besuchte die Vorlesungen von Erasmus Schmidt zur Griechischen Sprache und Literatur, stärkte seine rhetorischen Fähigkeiten bei Adam Theodor Siber und dürfte auch Jakob Martini in Logik gehört haben. Buchner muss sich bereits während seiner Studienzeit auf dem Gebiet der Poetik hervorgetan haben.
Denn nachdem Rodenberg die Professur 1615 verlassen hatte, zog der sächsische Hof, entgegen dem Vorschlag der Universität, den Lehrstuhl mit Johannes Wanckel zu besetzen, den noch ohne Magistergrad versehenen Buchner für die Lehrstelle vor. Dieser wurde am 12. März 1616 Professor der Poetik, übernahm damit verbunden die Inspektion der Universitätsbibliothek und erwarb am 19. März des Jahres den akademischen Grad eines Magisters der Sieben freien Künste. Bei seinen Vorlesungen zur Dichtkunst entfaltete Buchner eine außerordentliche Wirkung. Sie bildeten den Mittelpunkt des Wittenberger Dichterkreises, der in Beziehung zur Fruchtbringenden Gesellschaft stand, der Buchner selbst unter dem Gesellschaftsnamen Der Genossene angehörte, sowie der Schlesischen Dichterschule.
Zu Buchners Schülern und Epigonen zählt eine lange Reihe namhafter Barockdichter und Schriftsteller wie Christian Brehme, Samuel von Butschky, Simon Dach, Johann Michael Dilherr, Paul Fleming, Johann Franck, Paul Gerhardt, Enoch Gläser, Georg Greflinger, Christian Gueintz, Christian Keimann, Balthasar Kindermann, Johann Klaj, Christoph Kormart, Zacharias Lund, Johann Sebastian Mitternacht, Heinrich Mühlpfort, Georg Mylius, Martin Opitz, Karl Ortlob, David Schirmer, Johann Georg Schoch, Jacob Schwieger, Andreas Tscherning, Jakob Thomasius und Philipp von Zesen. In Buchner sah man nach Opitz’ Tod dessen geistigen Erben, der auf die Entwicklung der deutschen Barockdichtung außerordentlichen Einfluss hatte.
Nachdem Jeremias Spiegel als Professor für Rhetorik 1631 verstorben war, wurde dessen Professur mit der Professur der Poetik zusammengelegt. Damit versuchte man, Buchner in Wittenberg zu halten, da mit der Übernahme auch eine Verbesserung seines Salärs verbunden war. Buchner, der vor allem auf die Pflege der deutschen Sprache in beiden Professuren drängte, hatte Wittenberg im 17. Jahrhundert zum akademischen Rhetorikzentrum entwickelt. So involvierte er in seinen Vorlesungen die gesamte Bandbreite der Literatur. Dabei bevorzugte er die römische Literatur, die er anhand der Dichter und Prosaiker erläuterte und eine größere Anzahl kommentierter Editionen herausgab. Zudem beteiligte sich Buchner neben seinen akademischen Aufgaben auch an den organisatorischen Aufgaben des Lehrbetriebs. So war er in den Wintersemestern 1618, 1621, 1623, 1628, 1629, 1633, 1634, 1640, 1646 und im Sommersemester 1653 Dekan der philosophischen Fakultät. Als Magnifizenz hatte er in den Sommersemestern 1618, 1628, 1632 und 1654 das Rektorat der Wittenberger Hochschule geleitet.

## Wirken
August Buchners Hauptwerk Anleitung zur deutschen Poeterei wurde nach seinem Tod von seinem Schwiegersohn Otto Praetorius 1665 in Wittenberg herausgegeben. Sie enthält seine poetischen Vorlesungen, die aus der handschriftlichen Hinterlassenschaft und aus dem Umlauf von Interessenten hervorgegangen sind. Er schrieb sich auch in die fast zweihundertjährige, von berühmten Philologen getragene Editionsgeschichte des erstmals 1571 gedruckten Thesaurus Eruditionis Scholasticae ein. Der Begründer dieses Wörterbuchs der lateinischen Sprache, das sich durch eine reiche Phraseologie und zahlreiche verschiedenartige bildende Elemente auszeichnet, war der humanistische Schulmann Basilius Faber. Buchner ließ es in verbesserter Ausgabe, mit vielen Zusätzen bereichert, erscheinen. Das ist ein Zeugnis lebenslanger Hingabe des auch als Lexikographen Hervorgetretenen.
Die Krise des melanchthonschen Systems nahm er kritisch wahr: Nur wenige lieben und kultivieren noch die humaniores literae. Kaum gebe es in Deutschland Einen, der sich mit Recht des Namens eines literatus und eruditus rühmen dürfe. Das 17. Jahrhundert erlebe eine Invasion der avarities, und man eile zu gewinnbringenden Wissenschaften. Während des Dreißigjährigen Krieges bewahrte er auch der Außenwelt gegenüber die Wittenberger Tradition des dualen Academiae encomium, das die Leucorea als Mutter der Religion und der freien Künste vorstellt.
Buchners umfangreicher Briefwechsel, eine Schatzgrube für die Forschung, harrt bis heute seiner wissenschaftlichen Auswertung und Edition. Allerdings gibt es jetzt zum ersten Mal eine Gesamtausgabe seiner deutschsprachigen Lyrik, herausgegeben von Gerd Hergen Lübben und Wulf Segebrecht.

## Familie
Buchner verheiratete sich am 20. November 1616 mit Elisabeth Krause, der Tochter des Juristen in Wittenberg Jakob Krause. Aus der Ehe gingen fünf Töchter und sechs Söhne hervor. Von den Kindern überlebten zwei Söhne und zwei Töchter den Vater. Von den Kindern kennt man:
- Maria Elisabeth Buchner
- Paul Buchner I
- Johann Buchner, poln. Kapitänleutnant
- Anna Maria Buchner
- Joachim Friedrich Buchner
- Dorothea Christina Buchner, verh. mit Otto Praetorius (1636–1668), Professor der Dichtkunst in Wittenberg
- Paul Buchner II
- Christian August Buchner († 1687), Zeug- und Oberbaumeister in Dresden, Reichsadel[4]
- Jacob Wilhelm Buchner, schwedischer Leutnant
- Elisabeth Buchner, verh. 3. Februar 1646 in Wittenberg mit Heinrich Cosel, Rechtswissenschaftler
- Dorothea Buchner

## Werke (Auswahl)

### Sammelausgaben
- Dissertationum academicarum. Wittenberg 1650 (Universitätsschriften; erw. Ausg. 1678 u. 1679)
- Orationes panegyricae. Kleve 1668 (Lob- und Trauerreden; erw. Ausg. 1669, 1672, 1681, 1682)
- Orationum academicarum. 3 Tle. Dresden 1675 (m. Biografie S. 886–942) u.ö.
- Epistolae. Dresden 1679 (Briefe; 9 Drucke, beste Ausg. 1707 u. 1710)
- Poemata selectiora, nunc primum edita. Leipzig und Frankfurt am Main 1694. (Erste Ausg. der lateinischen Gedichte.)
- Deutsche Gedichte. Hrsg. von Gerd Hergen Lübben und Wulf Segebrecht. Verlag der Fußnoten, Bamberg 2020, ISBN 978-3-935167-12-3. (Erste Ausg. der deutschsprachigen Gedichte.)

### Einzelwerke
- (Hrsg.) Basilius Faber: Thesaurus eruditionis. Wittenberg 1623 (erste von Buchner neu hrsg. Edition des lat.-dt. Wörterbuchs; 15 Auflagen)
- (Hrsg.) Plautus: Comoediae. Wittenberg 1640 (erste von Buchner kommentierte Neuedition; 5 Auflagen)
- (Hrsg.) Gabriel Naudé: Bibliographia politica. Wittenberg 1641
- (Hrsg.) Petrus Cunaeus: Orationes. Wittenberg 1643
- (Hrsg.) Plinius der Jüngere: Epistolarum libri X. Frankfurt/Oder 1644
- August Buchners kurzer Weg=Weiser zur Deutschen Tichtkunst/ Aus ezzlichen geschriebenen Exemplarien ergänzet/ mit einem Register vermehret/ und auff vielfältiges Ansuchen der Studierenden Jugend izo zum ersten mahl hervorgegeben, hrsg. von Georg Goeze. Jena 1663. (Fotomechanischer Neudruck der Originalausgabe, hrsg. vom Zentralantiquariat der Deutschen Demokratischen Republik, Leipzig 1977.)
- August Buchners Anleitung Zur Deutschen Poeterey/ Wie Er selbige kurtz vor seinem Ende selbsten übersehen/ an unterschiedenen Orten geändert/ und verbessert hat, hrsg. von Otho Praetorius. Wittenberg 1665. (Reprografischer Nachdruck des Originaldrucks, hrsg. von Marian Szyrocki in Deutsche Neudrucke, Reihe Barock, Band 5, Tübingen 1966.)